# تشارلز هنري مورغان
تشارلز هنري مورغان (بالإنجليزية: Charles Henry Morgan)‏ هو محامي وسياسي أمريكي، ولد في 5 يوليو 1842، وتوفي في 4 يناير 1912 في الولايات المتحدة. حزبياً، نشط في الحزب الجمهوري والحزب الديمقراطي. انتخب عضو مجلس نواب ولاية ميسوري وانتخب عضو مجلس النواب الأمريكي.